# هارون آباد سفلی
هارون آباد سفلی روستایی در ایران است که در دهستان آب‌بر واقع شده‌است. هارون آباد سفلی ۵۵۴ نفر جمعیت دارد.